# Список правителей Смоленского княжества
Смоленское княжество — княжество в составе Киевской Руси, затем самостоятельное, существовало до того, как было включено в состав Великого княжества Литовского в 1404 году.
Первый известный (Никоновская летопись — написана через 550 лет) смоленский князь — Станислав Владимирович, младший сын великого князя киевского Владимира Святославовича, находился на смоленском княжении при жизни отца. В 1050-е годы на смоленском столе княжили младшие сыновья Ярослава Мудрого, в 1070-е — внук Ярослава Владимир Мономах. Начиная с 1090-х годов Смоленск становится постоянным местом княжения. Вплоть до 1125 года (с кратким перерывом) им управляют сыновья Владимира Мономаха. В 1125 году князем стал внук Мономаха Ростислав Мстиславич. Он и его потомки правили Смоленским княжеством вплоть до полной потери княжеством самостоятельности в начале XV века. Род внесён в Бархатную книгу.
Ниже приведён максимально полный список князей за все время существования Смоленского княжества.

## Смоленск в составе Киевской Руси
| №  | Годы княжения в Смоленске                                       | Портрет | Имя                           | Годы жизни            | Происхождение                                                              | Примечания |
| -- | --------------------------------------------------------------- | ------- | ----------------------------- | --------------------- | -------------------------------------------------------------------------- | --- |
| 1  | ок. 988 или ок. 1010 — ранее 1015                               |         | Станислав Владимирович        | (984/987 — до 1015)   | сын великого князя киевского Владимира Святославича                        | |
|    |                                                                 |         |                               |                       |                                                                            | |
| 2  | 1054—1056/1057                                                  |         | Вячеслав Ярославич            | (1033/1036—1056/1057) | сын великого князя киевского Ярослава Мудрого                              | получил Смоленское княжество после смерти отца |
| 3  | 1056/1057—1060                                                  |         | Игорь Ярославич               | (1033/1036—1060)      | сын великого князя киевского Ярослава Мудрого                              | наследовал Смоленск после смерти брата Вячеслава, ранее — князь владимиро-волынский                                                                                       |
|    |                                                                 |         |                               |                       |                                                                            | |
| 4  | 1073—1078                                                       |         | Владимир Всеволодович Мономах | (1053—1125)           | внук Ярослава Мудрого, сын переяславского князя Всеволода Ярославича       | получил Смоленск после изгнания из Киева князя Изяслава и перемещения Всеволода на княжение в Чернигов; позднее черниговский, переяславский князь, великий князь киевский |
|    |                                                                 |         |                               |                       |                                                                            | |
| 5  | ок. 1093 — 1095                                                 |         | Мстислав Владимирович         | (1076—1132)           | внук Всеволода Ярославича, сын переяславского князя Владимира Мономаха     | посажен в Смоленск отцом; ранее князь новгородский, ростовский; позднее — ростовский, новгородский, белгородский, великий князь киевский                                  |
| 6  | 1095                                                            |         | Изяслав Владимирович          | (?—1096)              | внук Всеволода Ярославича, сын переяславского князя Владимира Мономаха     | переведен в Смоленск взамен брата Мстислава; ранее князь курский, позднее — муромский                                                                                     |
| 7  | 1095—1097                                                       |         | Давыд Святославич             | (ок. 1050 — 1123)     | внук Ярослава Мудрого, сын великого князя киевского Святослава Ярославича  | занял Смоленск, изгнав из него князя Изяслава; ранее князь переяславский, муромский, новгородский; позднее — черниговский                                                 |
| 8  | 1097—1113 (возможно, были соправителями или сменяли друг друга) |         | Святослав Владимирович        | (?—1114)              | внук Всеволода Ярославича, сын переяславского князя Владимира Мономаха     | позднее князь переяславский |
| 9  | 1097—1113 (возможно, были соправителями или сменяли друг друга) |         | Ярополк Владимирович          | (1082—1139)           | внук Всеволода Ярославича, сын переяславского князя Владимира Мономаха     | позднее князь переяславский, великий князь киевский |
| 10 | 1113—1127                                                       |         | Вячеслав Владимирович         | (ок. 1083 — 1154)     | внук Всеволода Ярославича, сын великого князя киевского Владимира Мономаха | унаследовал Смоленск от брата Святослава; позднее князь туровский, переяславский, пересопницкий, вышгородский, великий князь киевский                                     |

## Династия Ростиславичей
| №  | Годы княжения в Смоленске | Портрет | Имя                                 | Годы жизни         | Происхождение                                              | Примечания |
| -- | ------------------------- | ------- | ----------------------------------- | ------------------ | ---------------------------------------------------------- | --- |
| 11 | 1127—1159                 |         | Ростислав Мстиславич                | (ок. 1108 — 1167)  | сын великого князя киевского Мстислава Владимировича       | одновременно князь новгородский и великий князь киевский (1154—1155), позднее великий князь киевский (1159—1167) |
| 12 | 1159—1171                 |         | Роман Ростиславич (1-е княжение)    | (?—1180)           | сын Ростислава Мстиславича                                 | позднее великий князь киевский (1171—1172)                                                                       |
| 13 | 1171—1172                 |         | Ярополк Романович (первое княжение) | (? — после 1177)   | внук Ростислава Мстиславича, сын Романа Ростиславича       | |
| 14 | 1172—1174                 |         | Роман Ростиславич (2-е княжение)    | (?—1180)           | сын Ростислава Мстиславича                                 | позднее великий князь киевский (1174—1176)                                                                       |
| 15 | 1174—1175                 |         | Ярополк Романович (2-е княжение)    | (? — после 1177)   | внук Ростислава Мстиславича, сын Романа Ростиславича       | позднее князь трипольский                                                                                        |
| 16 | 1175—1176                 |         | Мстислав Ростиславич Храбрый        | (?—1180)           | сын Ростислава Мстиславича                                 | ранее князь белгородский, позднее — князь новгородский                                                           |
| 17 | 1176—1180                 |         | Роман Ростиславич (3-е княжение)    | (?—1180)           | сын Ростислава Мстиславича                                 | одновременно князь новгородский                                                                                  |
| 18 | 1180—1197                 |         | Давыд Ростиславич                   | (1140—1197)        | сын Ростислава Мстиславича                                 | ранее князь новгородский, торжокский, витебский, вышгородский                                                    |
| 19 | 1197—1212                 |         | Мстислав Романович Старый           | (?—1223)           | внук Ростислава Мстиславича, сын Романа Ростиславича       | ранее князь псковский, белгородский, позднее — великий князь киевский (1212—1223)                                |
| 20 | 1212—1219                 |         | Владимир Рюрикович                  | (1187—1239)        | внук Ростислава Мстиславича, сын Рюрика Ростиславича       | ранее князь переяславский позднее — князь овручский, великий князь киевский (1223—1235, 1235—1239)               |
| 21 | 1219—1230                 |         | Мстислав Давыдович                  | (1193—1230)        | внук Ростислава Мстиславича, сын Давыда Ростиславича       | |
| 22 | 1232—1238/1239            |         | Святослав Мстиславич                | (? — ?)            | внук Романа Ростиславича, сын Мстислава Романовича Старого | ранее князь новгородский, полоцкий                                                                               |
| 23 | 1238/1239—?               |         | Всеволод Мстиславич                 | (? — 1249)         | внук Романа Ростиславича, сын Мстислава Романовича Старого | ранее князь псковский, новгородский                                                                              |
| 24 | после 1240—до 1278        |         | Ростислав Мстиславич                | (? — после 1239)   | внук Давыда Ростиславича, сын Мстислава Давыдовича         | |
| 25 | ?—1278                    |         | Глеб Ростиславич                    | (? — 1278)         | внук Мстислава Давыдовича, сын Ростислава Мстиславича      | |
| 26 | 1278—1279                 |         | Михаил Ростиславич                  | (? — 1279)         | внук Мстислава Давыдовича, сын Ростислава Мстиславича      | ранее князь мстиславский                                                                                         |
| 27 | 1279/1280 — 1297          |         | Фёдор Ростиславич Чёрный            | (1233/1240 — 1299) | внук Мстислава Давыдовича, сын Ростислава Мстиславича      | одновременно князь ярославский, можайский                                                                        |
| 28 | 1297—1313                 |         | Александр Глебович                  | (? — 1313)         | внук Ростислава Мстиславича, сын Глеба Ростиславича        | ранее князь мстиславский                                                                                         |
| 29 | 1313—1359                 |         | Иван Александрович                  | (? — 1359)         | внук Глеба Ростиславича, сын Александра Глебовича          | |
| 30 | 1359—1386                 |         | Святослав Иванович                  | (? — 1386)         | внук Александра Глебовича, сын Ивана Александровича        | |
| 31 | 1386/1387 — 1392          |         | Юрий Святославич (1-е княжение)     | (? — 1407)         | внук Ивана Александровича, сын Святослава Ивановича        | |
| 32 | 1392—1395                 |         | Глеб Святославич                    | (ок. 1355 — 1399)  | внук Ивана Александровича, сын Святослава Ивановича        | |
| 33 | 1395—1401                 |         | Роман Михайлович Молодой            | (?—1401) \|        | из черниговских князей, племянник Ивана Александровича     | ранее князь брянский и черниговский; посажен в Смоленск великим князем литовским Витовтом в качестве наместника  |
| 34 | 1401—1404                 |         | Юрий Святославич (2-е княжение)     | (? — 1407)         | внук Ивана Александровича, сын Святослава Ивановича        | |

### Родословная таблица
```
Ростислав Мстиславич
, † 1260-е.
Великий князь Смоленский (после 
1240
).
├─>
Глеб Ростиславич
, † 
1277
.
│  Великий князь Смоленский (
1249
—
1278
).
│  ├─>
Александр Глебович
, † 
1313
.
│  │  Великий князь Смоленский (
1297
—
1313
).
│  │  ├─>
Иван Александрович
, † 
1359
.
│  │  │  Великий князь Смоленский (
1356
—
1359
).
│  │  │  ├─>
Святослав Иванович
, † 
битве на Вехре
 
29 апреля
 
1386
.
│  │  │  │  Великий князь Смоленский (
1359
—
1386
).
│  │  │  │  ├─>
Глеб Святославович
, † 
битве на Ворскле
 
12 августа
 
1399
.
│  │  │  │  │  Великий князь Смоленский (
1392
—
1395
).
│  │  │  │  │  └─>Дмитрий Глебович, † после 
1433
.
│  │  │  │  │     ├─>Иван Дмитриевич «Манка»
│  │  │  │  │     │  ├─>Михаил Иванович «Манчич», † ранее 
1528
.
│  │  │  │  │     │  │  х1 N.
│  │  │  │  │     │  │  х2 княжна Анна Михайловна 
Мошковская
.
│  │  │  │  │     │  │  └─>Потомки — князья 
Жижемские
.
│  │  │  │  │     │  └─>Иван Иванович «Манчич»
│  │  │  │  │     │     Бездетный.
│  │  │  │  │     └─>Иван Дмитриевич «Шах»
│  │  │  │  │        ├─>Андрей Иванович Шахович
│  │  │  │  │        │  └─>Потомки — князья 
Соломерецкие
.
│  │  │  │  │        └─>Юрий Иванович «Коркодын»
│  │  │  │  │           └─>Потомки — князья 
Коркодиновы
.
│  │  │  │  ├─>
Юрий Святославович
, † 
14 сентября
 
1407
.
│  │  │  │  │  Великий князь Смоленский (
1386
—
1392
, повторно 
1401
—
1404
).
│  │  │  │  │  х дочь князя 
Олега Ивановича Рязанского
.
│  │  │  │  │  ├─>Фёдор, † 
1420
.
│  │  │  │  │  │  Упоминается в 
1404
. Наместник 
Порхова
 (
1412
).
│  │  │  │  │  └─>Анастасия
│  │  │  │  │    х 
1400
 Юрий Дмитриевич князь Звенигородско-Галицкий.
│  │  │  │  ├─>Александр Святославович «Дашек», † 
1408
.
│  │  │  │  │  └─>Потомки — князья 
Дашковы
.
│  │  │  │  ├─>Иван Святославович
│  │  │  │  │  ?
│  │  │  │  │  └─>Потомки — князья 
Порховские
.
│  │  │  │  ├─>Василий Святославович
│  │  │  │  │  └─>Дмитрий Васильевич «Кропотка»
│  │  │  │  │     └─>Потомки — князья 
Кропоткины
 и 
Кропотки-Яловицкие
.
│  │  │  │  ├─>Ульяна
│  │  │  │  │  х1 князь Василий Михайлович Наримонтович, † 
1390

│  │  │  │  │     «Пан» Мстиславский (
1352
). Князь Пинский (
1355
).
│  │  │  │  │  х2 Монивид.
│  │  │  │  ├─>Агрипина
│  │  │  │  │  х князь 
Иван Олгимонтович Гольшанский
, † после 
1401

│  │  │  │  ├─>
Анна Святославовна
, † 
31 июля
 
1418
.
│  │  │  │  │  х 
Витовт
, * 
1354
/
5
, † 
27 октября
 
1430
.
│  │  │  │  │    
Великий князь Литовский
 (
1392
—
1430
).
│  │  │  │  └─>Н. (дочь)
│  │  │  │     х князь Борис Михайлович Кашинский.
│  │  │  └─>Василий, † 
1397
.
│  │  │     Князь Селеховский.
│  │  │     └─>Потомки — князья 
Селеховские
.
│  │  ├─>Василий, † 
1314
.
│  │  │  Князь Брянский.
│  │  └─>Дмитрий, † 
1300
.
│  ├─>Роман, † после 
1300
.
│  │  └─>Дмитрий, † после 
1341
.
│  │     └─>Феодосия, † 
1342
.
│  │        х 
Иван II Иванович «Красный»
, * 
30 марта
 
1326
, † 
13 ноября
 
1359

│  │          Великий Князь Владимирский (
1353
—
1359
).
│  ├─>Святослав, † в бою с татарами под 
Брянском
 1310.
│  │  Князь Можайский (ранее 
1303
). Князь Брянский (
1309
).
│  │  х Анна.
│  │  ├─>Владимир, † после 
1302
.
│  │  │  └─>Андрей «Долгая Рука»
│  │  │     ├─>Фёдор Вяземский
│  │  │     │  └─>Потомки — князья 
Вяземские
.
│  │  │     ├─>Василий Вяземский
│  │  │     │  └─>Потомки — князья 
Вяземские
.
│  │  │     └─>Иван Вяземский
│  │  ├─>Иван
│  │  │  ?
│  │  │  └─>Михаил Иванович Вяземский, уп. 
1386
.
│  │  │     └─>Александр Михайлович Вяземский, уп. 
1403
.
│  │  ├─>Михаил
│  │  │  ?
│  │  │  └─>Иван Михайлович Вяземский, † Смоленск 
1395
/
6
.
│  │  ├─>Глеб, † 
6 декабря
 
1340
.
│  │  ├─>Фёдор, † после 1350-х.
│  │  │  Великий князь Смоленский (
1345
, с 
1352
). Князь в 
Волоке Ламском
 (
1346
/
7
).
│  │  │  └─>Евпраксия, † кон. XIV века.
│  │  │     х 
1344
/
5
, развод 
1345
/
6
 
Семён Иванович «Гордый»
, * 
1316
, † 
11 марта
 
1353
.
│  │  │       Великий Князь Владимирский (
1340
—
1353
).
│  │  └─>Юрий
│  │     х дочь князя Василия Давидовича Ярославского.
│  │     └─>Александр «Монастырь»
│  │        └─>Потомки — 
Монастырёвы
, 
Мусоргские
, Оладьины, Циплятевы, Бурухины.
│  └─>Всеволод, † после 
1314
.
│     └─>Потомки — 
Всеволожи
, 
Заболотские
, 
Туриковы
.
├─>
Михаил Ростиславич
, † 
1279
.
│  Великий князь Смоленский (1278—1279).
│  └─>Андрей, † после 
1312
.
│     Наместник Смоленский от дяди Фёдора Ростиславича (
1284
).
│     Князь Вяземский. Наместник в 
Новгороде
 (
1307
—
1309
).
├─>
Фёдор Ростиславич «Чёрный»
, † 
20 сентября
 
1299

│  Князь Можайский (сер. XII в.). Князь Ярославский.
│  Великий князь Смоленский (
1280
—
1297
).
│  х Мария (Феодосия), д. князя Ярославского Василия Всеволодовича.
│  └─>Князья 
Углича
, 
Ярославля
, Мологи, Романова.
?
[
2
]

└─>Константин Ростиславович
   └─>Фёдор (Юрий) Константинович
      └─>
Александр Юрьевич «Нетша»

         Выехал к великому князю Ивану I Даниловичу «Калите» во второй четв. XIV в.
         └─>
Потомки
 без княжеских титулов.
```

- Происхождение Татищевых от Великого Князя Глеба Святославовича, от его внука Иван Дмитриевич «Шаха», крайне сомнительно[3] хронологически и территориально. Также при таковом приписываемом происхождении совершенно необъяснимым является утрата княжеского титула.
- Происхождение Полевых и Еропкиных от Великого Князя Юрия Святославовича, от его сына Фёдора, невозможно хронологически[4]. Ошибка, вероятно, связана с тем, что Фёдор Святославович некоторое время княжил в Смоленске.
- Происхождение князей Фоминских от Великого Князя Юрия Святославовича, от якобы его сына Константина Фоминского и Березуйского, невозможно хронологически[~ 2]. Следовательно, и положение князей Козловских среди Смоленских князей неизвестно.

## Комментарии
1. ↑  У В. Н. Татищева упоминается также Глеб Владимирович, который держал Смоленскую землю с 1113 года совместно с братом Вячеславом, а в 1118 году стал  переяславским князем. Существование князя Глеба признается не всеми историками.
2. ↑  Великий Князь Юрий Святославович умер в 1407; князь Фёдор Красный Константинович Фоминский был женат на княжне Евпраксии (вскоре после её развода в 1345/6), дочери князя Фёдора Святославовича Смоленского[5].